# 佩尔什
佩尔什（法語發音：[pɛʁʃ] ⓘ；又称佩什）是法国历史上的一个行省，科尔邦、贝莱姆、莫尔塔涅与诺让勒罗特鲁在不同时期作其首府。   
佩尔什诞生于10世纪，由诺曼底公国成立时还未被纳入该公国的博卡日地带组成。之后，在莫尔塔涅和诺让分封了几个领主以保卫曼恩地区与布卢瓦伯国（comté de Blois）。佩尔什伯国（comté du Perche）北边以阿朗松边区（Marche d'Alençon）为界，与诺曼底公国接壤，东边以沙特尔伯国（comté de Chartres）为界，南边以古埃佩尔什（Perche-Gouët）为界，西边以曼恩为界。 
法国大革命期间，佩尔什行省大体划分成厄尔-卢瓦和奥恩两省，但也有一小部分归厄尔省（如阿夫尔河畔韦尔讷伊） 。   
述及该行省的历史时，不可与作为传统地区的佩尔什地区混为一谈。